# Bear Lake (Pensilvania)
Bear Lake es un borough ubicado en el condado de Warren en el estado estadounidense de Pensilvania. En el año 2000 tenía una población de 193 habitantes y una densidad poblacional de 107 personas por km².

## Geografía
Bear Lake se encuentra ubicado en las coordenadas 41°59′34″N 79°30′20″O / 41.99278, -79.50556.

## Demografía
Según la Oficina del Censo en 2000 los ingresos medios por hogar en la localidad eran de $28,036 y los ingresos medios por familia eran $28,929. Los hombres tenían unos ingresos medios de $24,792 frente a los $19,000 para las mujeres. La renta per cápita para la localidad era de $10,329. Alrededor del 3.3% de la población estaba por debajo del umbral de pobreza.